# Cantone di Nailloux
Il Cantone di Nailloux era una divisione amministrativa dell'Arrondissement di Tolosa.
A seguito della riforma approvata con decreto del 13 febbraio 2014, che ha avuto attuazione dopo le elezioni dipartimentali del 2015, è stato soppresso.

## Composizione
Comprendeva 10 comuni:
- Auragne
- Caignac
- Calmont
- Gibel
- Mauvaisin
- Monestrol
- Montgeard
- Nailloux
- Saint-Léon
- Seyre